# Zhang Yuzhe (Mondkrater)
Zhang Yuzhe ist ein Einschlagkrater im Süden der Mondrückseite.
Der Krater liegt etwa 20° vom Südpol entfernt, nördlich des viel größeren Katers Zeemann, nördlich von dessen Nebenkratern X und Y. Zhang Yuzhe selbst hat keine Nebenkrater.
Der Krater wurde 2010 von der IAU offiziell nach dem chinesischen Astronomen Zhang Yuzhe benannt.